# Euchalcia chlorocharis
Euchalcia chlorocharis là một loài bướm đêm trong họ Noctuidae.